# Jobs syndrom
Jobs syndrom, även kallat hyperimmunglobulin E-syndromet och HIES, är ett samlingsbegrepp för minst fyra olika immunbristsjukdomar, vilka alla har gemensamt att immunglobulin E-nivån är onormalt högt i blodet samt framträdande symtom såsom återkommande infektioner i huden och lungor. I övrigt skiljer sig de olika syndromen åt från varandra både vad gäller genetiska orsaker (bl.a. är ärftligheten för två av dessa autosomalt recessivt och för två andra autosomalt dominant) och specifika symtom. Behandligen består i dag till största del av profylaktiska åtgärder och behandling av de enskilda symtomen som tillståndet medför, men för HIES orsakad av DOCK8-brist (ett protein involverat i intracellulär signalering) där endast symtom från immunsystemet föreligger, är syndromet behandlingsbart med hjälp av stamcellstransplantation av blodstamceller.